# جيانغ نينغ
جيانغ نينغ (بالصينية: 姜宁) (1 سبتمبر 1986 الصين - ) هو لاعب كرة قدم صيني، يلعب كلاعب وسط.

## روابط خارجية
- جيانغ نينغ على موقع الاتحاد الدولي (مؤرشف)  (الإنجليزية)
- جيانغ نينغ على موقع قاعدة بيانات كرة القدم.إي يو (الإنجليزية)
- جيانغ نينغ على موقع ناشيونال فوتبول تيمز (الإنجليزية)
- جيانغ نينغ على موقع Soccerway.com (الإنجليزية)
- جيانغ نينغ على موقع اللجنة الأولمبية الدولية (الإنجليزية)
- جيانغ نينغ على موقع أوليمبيديا (الإنجليزية)
- جيانغ نينغ على موقع اللجنة الأولمبية الصينية (الإنجليزية)